# Mahmoud El-Gohary
Mahmoud El-Gohary (arabisch محمود الجوهري, DMG Maḥmūd al-Ǧawharī; * 20. Februar 1938 in Kairo; † 3. September 2012 in Amman, Jordanien) war ein ägyptischer Fußballspieler und -trainer. Der Stürmer war der erste, der den Afrikacup als Spieler (1959) und als Trainer (1998) gewann; 2013 folgte ihm der Nigerianer Stephen Keshi. El-Gohary war auch Nationalcoach von Oman sowie der Auswahl von Jordanien, mit der er sensationell das Viertelfinale der Asienmeisterschaft 2004 erreichte. Ferner gewann er als Trainer mit zwei ägyptischen Teams die afrikanische Champions League (1982, 1993).

## Karriere
Als Spieler gewann er  mit der ägyptischen Nationalelf die Afrikameisterschaft 1959 in seiner ägyptischen Heimat, eine Knieverletzung erzwang 1961 sein Karriereende. Als Trainer (genannt ‘The General’) des Nationalteams qualifizierte sich das Team in seiner ersten Amtszeit 1988–90 nach über 50 Jahren erstmals wieder für eine Endrunde, nämlich die der Weltmeisterschaft 1990, wo sie gegen Irland 0:0 und den Europameister Niederlande 1:1 spielte und England 0:1 unterlag. In seiner zweiten Amtszeit (1997 bis 1999) gewann er mit der 32-jährigen Stürmerlegende Hossam Hassan die Afrikameisterschaft 1998 in Burkina Faso. 2000 war er abermals kurz Nationaltrainer. Als Vereinstrainer gewann er die afrikanische Champions League mit den Kairoer Erzrivalen al-Ahly (1982) und Zamalek (1993). 2009 verließ er, von Verbandsquerelen genervt, das Land und arbeitete in Jordanien, wo er nach einem Schlaganfall 2012 starb.